# Słupice (województwo dolnośląskie)
Słupice (niem. Schlaupitz) – wieś w Polsce, położona w województwie dolnośląskim, w powiecie dzierżoniowskim, w gminie Łagiewniki.
W latach 1945–1954 siedziba gminy Słupice. W latach 1975–1998 wieś położona była w województwie wrocławskim.

## Nazwa
Nazwa miejscowości, popularna na Słowiańszczyźnie, wywodzi się prawdopodobnie od „słupów” – wież strażniczych dzięki, którym mieszkańcy mogli obserwować okolicę aby ustrzec się przed niespodziewanym napadem. Według niemieckiego językoznawcy Heinricha Adamy’ego nazwa miejscowości pochodzi od polskiej nazwy "słup". W swoim dziele o nazwach miejscowych na Śląsku wydanym w 1888 roku we Wrocławiu jako najstarszą zanotowaną nazwę miejscowości wymienia on Slupicz podając jej znaczenie "Pfahlheim" czyli po polsku "Dom na słupie, słupach". Nazwa została później fonetycznie zgermanizowana na Schlaupitz i utraciła swoje pierwotne znaczenie.

## Integralne części wsi
| SIMC    | Nazwa    | Rodzaj     |
| ------- | -------- | ---------- |
| 0876850 | Domanice | przysiółek |

## Zabytki
Do wojewódzkiego rejestru zabytków wpisane są obiekty:
- kościół parafialny św. Michała Archanioła zbudowany w latach 1889–1890 w stylu neoromańskim
- pozostałości renesansowego dworu z XVI/XVIII w., zrujnowanego po 1945 r.[7]

## Szlaki turystyczne
Przełęcz Srebrna - Mikołajów - Brzeźnica - Grochowiec - Tarnów - Ząbkowice Śląskie - Zwrócona - Brodziszów - Skrzyżowanie pod Grzybowcem - Tatarski Okop - Gilów - Zamkowa Góra - Przełęcz Dębowa - Słupice - Przełęcz Słupicka - Przełęcz Tąpadła - Biała - Strzelce